# Спиро Петров
Спиридон Петров Костов, известен като Спиро Славея и Спиро Певеца или Люботски, е български революционер, войвода на Вътрешната македоно-одринска революционна организация.

## Биография
Спиро Петров е роден на 20 октомври 1870 година в град Прилеп. Занимава се с търговия и притежава бакалница в София. В 1895 година се включва в Четническата акция на Македонския комитет. По-късно се присъединява към ВМОРО и от 1901 година става четник на Яне Сандански. Участва в аферата „Мис Стоун“. По време на Илинденско-Преображенското въстание е определен за мелнишки войвода. В края на август 1903 година заедно с четата на ВМОК, начело с Константин Настев пренасят оръжие от Банско за въстаниците в Мелнишко. На 4 септември двете чети са открити в землището на село Пирин, под връх Кукла в Пирин, където водят драматично сражение с турски аскер, в което загива войводата Петров, заедно с шестима свои четници. Христо Силянов пише:
| „ | Спиро Петров бе голям песнопоец. Пееше и през време на сражението, докато един вражески куршум не прекрати песента и живота му. | “ |

Отрязаните глави на войводата Спиро Петров и четника Димитър Гайгуров са предадени от турците на жителите на село Пирин, които ги погребват до апсидата на църквата „Свети Никола“.
През 2023 година в центъра на село Пирин е поставена дървена статуя на Спиро войвода. Скулптурата е дело на дърворезбаря Радко Бъчваров от Свиленград.